# Ian Collier
Ian Collier (25 gennaio 1943 – Londra, 1º ottobre 2008) è stato un attore britannico.

## Filmografia
- Hamlet, regia di Tony Richardson (1969)
- Gli uomini della Raf - serie televisiva (1973)
- Rentaghost - serie televisiva (1976)
- Il prossimo uomo (The Next Man), regia di Richard C. Sarafian (1976)
- Dickens of London - miniserie televisiva (1976)
- Target - serie televisiva (1977)
- La duchessa di Duke Street (The Duchess of Duke Street) - serie televisiva (1977)
- L'ispettore Regan - serie televisiva (1978)
- La banda dei cinque - serie televisiva (1978)
- Tycoon - serie televisiva (1978)
- Il ritorno di Simon Templar - serie televisiva (1978)
- Rebecca - miniserie televisiva (1979)
- Danger UXB - serie televisiva (1979)
- The Basil Brush Show - serie televisiva (1979)
- Minder - serie televisiva (1979)
- Rapina in Berkeley Square (A Nightingale Sang in Berkeley Square) regia di Ralph Thomas (1979)
- Fox - serie televisiva (1980)
- Cribb - serie televisiva (1980)
- Goodbye Darling  - serie televisiva (1981)
- Le sconfitte di un vincitore: Winston Churchill 1928-1939 (Winston Churchill: The Wilderness Years) - miniserie televisiva (1981)
- Bognor - serie televisiva (1982)
- Holding the Fort - serie televisiva (1982)
- Hi-de-Hi! - serie televisiva (1982)
- Doctor Who - serie televisiva (1982)
- Shades of Darkness - serie televisiva (1983)
- A Fine Romance - serie televisiva (1983)
- Un asso nella manica (Bergerac) - serie televisiva (1983)
- Play for Today - serie televisiva (1984)
- Juliet Bravo - serie televisiva (1984)
- Hitler's S.S.: Portrait in Evil, regia di Jim Goddard - film TV (1985)
- Are You Being Served? - serie televisiva (1985)
- Tangiers, regia di Michael E. Briant (1985)
- The Detective - miniserie televisiva (1985)
- Hold the Back Page - miniserie televisiva (1985)
- EastEnders - serie televisiva (1985)
- Howards' Way - serie televisiva (1986)
- Gli occhi dei gatti (C.A.T.S. Eyes) - serie televisiva (1987)
- Bust - serie televisiva (1987)
- The Charmer - miniserie televisiva (1987)
- The Happy Valley, regia di Ross Devenish - film TV (1987)
- Rockliffe's Babies - serie televisiva (1988)
- Thin Air - miniserie televisiva (1987)
- Gentlemen and Players - serie televisiva (1988)
- Colin's Sandwich - serie televisiva (1988)
- Rules of Engagement - miniserie televisiva (1989)
- Boon - serie televisiva (1989)
- Heritage Africa, regia di Kwaw Ansah (1989)
- Poirot (Agatha Christie's Poirot) - serie televisiva (1990)
- Creature grandi e piccole (All Creatures Great and Small) - serie televisiva (1990)
- House of Cards - miniserie televisiva (1990)
- Metropolitan Police (The Bill) - serie televisiva (1989-1991)
- Keeping Up Appearances - serie televisiva (1992)
- London's Burning - serie televisiva (1992)
- Jeeves and Wooster - serie televisiva (1993)
- Paul Merton: The Series - serie televisiva (1993)